# Line Printer Daemon protocol
Line Printer Daemon protocol / Line Printer Remote protocol（または LPD, LPR）は、印刷ジョブをリモートプリンタに送信するためのネットワーク印刷プロトコルである。LPDの元々の実装はBSD UNIXオペレーティングシステムのバークレー印刷システムにあった。LPRngプロジェクトもこのプロトコルをサポートしている。最近のLinuxディストリビューションでより一般的になり、Mac OS Xでも見られるCommon Unix Printing System（CUPS）は、インターネット印刷プロトコル（IPP）と同様にLPDをサポートしている。LPR/LPD（またはCUPS）だけでは得られない、より堅牢な機能と性能が必要な場合（大規模な企業環境で必要とされる場合など）には、バークレー印刷プロトコルコンポーネントを使用した商用ソリューションも利用できる。LPDプロトコル仕様は、RFC 1179で文書化されている。

## 使用法
LPDプロトコル用のサーバは、TCPポート515で印刷リクエストをリッスン（待ち受け）する。印刷リクエストは、リクエストコードを含むバイトで始まり、その後にリクエストの引数が続き、ASCIIのLF文字で終了する。
LPDプリンタは、サーバマシンのIPアドレスとそのマシン上のキュー名(受付行列名)によって識別される。1つのLPDサーバ上には多くの異なるキュー名が存在することもあり、各キューは固有の設定を持っている。LPDキュー名は大文字小文字を区別することに注意を要する。ネットワークプリンタ上でのLPDの最新の実装の中には、大文字小文字やキュー名を完全に無視して、すべてのジョブを同じプリンタに送るものがある。その他には、新しいキュー名を持つ印刷ジョブが受信されたときに自動的に新しいキューを作成するオプションを持っている。これは、LPDサーバのセットアップを簡素化するのに役立つ。一部の企業（D-LinkモデルDP-301P+など）では、キュー名を「lpt1」または「LPT1」と呼ぶ伝統がある。
LPD/LPRをサポートするプリンタは、「TCP/IPプリンタ」と呼ばれることがあるが（TCP/IPは、ネットワーク上のプリンタとクライアント間の接続を確立するために使用される）、その用語は、インターネット印刷プロトコルをサポートするプリンタにも同様に適用される。